# Viktor IV. (vzdoropapež)
Viktor IV. (Lat. Victor Quartus), vl. jménem Octavian de 'Crescenzi Ottaviani de Monticelli (1095, Tivoli – 20. dubna 1164, Lucca) byl vzdoropapež od 7. září 1159 do 20. dubna 1164.

## Život
Pocházel ze šlechtické rodiny. Dostal kněžské vzdělání a rýsovala se mu skvělá církevní kariéra. V roce 1138 se stal kardinálem (jeho titulárním kostelem se stala bazilika Santa Cecilia in Trastevere) a vyslancem papežů Celestýna II. A Lucia II.
Do čela římské církve ho vynesly sporné volby, které se konaly v září 1159 po smrti papeže Hadriána IV.
Konkláve většinou hlasů zvolilo papežem kardinála Orlanda Bandinelliho (jako Alexandr III.), ale malá skupina opozičních kardinálů ovlivněných císařem Fridrichem I. Barbarossou hlasovala pro kardinála Ottaviana Monticelliho. Vzápětí po volbě se rozpoutaly násilnosti a došlo ke kuriózní situaci, kdy stoupenci kardinála Monticelliho vtrhli do shromáždění, samotný Monticelli strhl z nově zvoleného Alexandra III. plášť, přinutil ho odejít a sám se nechal intronizovat. Výsledkem bylo osmnáctiměsíční schizma, kdy měla církev v čele dva papeže (přitom při vyhlášení Viktora IV. se vůbec nepřihlíželo k tomu, že v roce 1138 byl vzdoropapežem jiný Viktor IV.). V císařském opatství Farfa se 4. října 1159 konala papežská svěcení.
S cílem rozhodnout, který z papežů je legitimní, se v únoru 1160 sešla synoda v Pavii, na které asi padesát biskupů z Německa a Itálie dalo (pod vlivem Fridricha I.) přednost Viktorovi. V říjnu téhož roku se však v Toulouse sešly episkopáty a klášterní řády západoevropských zemí za účasti anglického (Jindřicha II.) a francouzského krále (Ludvíka VII.), Rozhodly ve prospěch Alexandra III. a Viktora IV. daly do klatby. Ani toto rozhodnutí však spor nevyřešilo.
Pozice Viktora IV. byla přímo závislá na podpoře císaře Fridricha I. V roce 1162 si císař upevnil svůj vliv v severní Itálii a Papežském státě a Viktorovy vyhlídky se posilovaly. Za krátký čas se však situace začala komplikovat a kvůli protestům celé Evropy Fridrich I. musel uznat, že jeho úsilí získat všeobecnou podporu pro svého chráněnce selhalo.
Právoplatnost volby Alexandra III. se potvrdila a Viktor IV. poté, co začali odpadávat i jeho nejvěrnější přívrženci, byl nucen ustoupit. Stáhl se do ústraní, ale titul si ponechal až do smrti. Zemřel po krátké nemoci 20. dubna 1164 v toskánském městě Lucca.